# Justiție militară
Justiție militară (engleză Judge Advocate General, abreviere: JAG) este un serial dramă american produs de Donald P. Bellisario i CBS Television Studios. Serialul are 10 sezoane și 227 episoade. Serialul este înrudit cu NCIS: Ancheta Militară, NCIS: Los Angeles, NCIS: New Orleans și Hawaii 5-0. Serialul a fost difuzat între 29 septembrie 1995-25 aprilie 2005.  

## Actori principali:
- David James Elliott - Capt. Harmon Rabb, Jr.
- Catherine Bell - Lt. Col. Sarah MacKenzie
- Tracey Needham - Lt. J.G. Meg Austin
- John M. Jackson - Contraamiral AJ Chegwidden
- Patrick Labyorteaux - Lt. Cmdr. Bud Roberts
- Peter Ulysses "Sturgis" Turner - Scott Lawrence
- Jennifer Coates - Zoe McLellan

Serialul este distribuit în România de AXN.